# Märcz Fruzsina
Märcz Fruzsina (Budapest, 1986. június 23. –) Domján Edit-díjas magyar színésznő.

## Életpályája
2000-2004 között végezte gimnáziumi tanulmányait a pesterzsébeti Kossuth Lajos Gimnáziumban, angol tagozaton. 2004-2005 között a Veszprémi Egyetem angol-színháztörténet szakos hallgatója volt, azonban a képzést nem fejezte be. 2005-2008 között a Kaposvári Egyetem színész szakos hallgatója volt (osztályfőnöke: Rusznyák Gábor). 2008-2011 között Pécsi Nemzeti Színház, 2011-2012 között a szombathelyi Weöres Sándor Színház, 2012-2015 között a Miskolci Nemzeti Színház tagja volt. 2015-től a Kecskeméti Katona József Nemzeti Színház színésznője.

### Magánélete
Volt férje, Zayzon Zsolt, színművész. Közös gyermekük: Samu.
Két testvére van: bátyja, András és öccse, Balázs.
2023 óta párja Juhász Levente, színész, zeneszerző. 

## Fontosabb színházi szerepei
- William Shakespeare: Vízkereszt.... Olivia
- Molière: A képzelt beteg.... Toinette, szolgáló Arganéknál
- Friedrich Schiller: Ármány és szerelem.... Lujza, Miller lánya
- Anton Pavlovics Csehov: Apátlanul (Platonov)..... Szofja Jegorovna, Szergej Pavlovics Vojnyicev felesége
- Ivan Szergejevics Turgenyev: Egy hónap falun.... Natalja Petrovna
- Eugene O’Neill: Amerikai Elektra.... Christine Mannon
- Agatha Christie: És már senki sem!.... Vera Claythorne
- Agatha Christie: Pókháló.... Clarissa Hailsham-Brown
- Ferdinand von Schirach: Terror.... Nelson, államügyésznő
- Woody Allen: Férjek és feleségek.... Judy
- Csokonai Vitéz Mihály: Dorottya.... Dorottya
- Csokonai Vitéz Mihály: Az özvegy Karnyóné s két szeleburdiak.... Boris, szobalány
- Molnár Ferenc: A testőr.... A színésznő
- Barta Lajos: Szerelem.... Nelli
- Szente Vajk – Galambos Attila – Juhász Levente: Kőszívű.... Baradlayné Mária
- Lévay Szilveszter – Michael Kunze: Elisabeth.... Zsófia főhercegnő
- Pierre Choderlos de Laclos — Veszedelmes viszonyok… Merteuil márkiné

## Díjai és kitüntetései
- Pethes–Agárdi-díj (2011)
- Latabár-díj (2016)[4]
- Domján Edit-díj (2017)[5]
- Városmajori Színházi Szemle – Legjobb női mellékszereplő (Toinette, A képzelt beteg, r.: Rusznyák Gábor) (2018)